# Yukio Seki
Yukio Seki (em japonês: 関行男 Seki Yukio, Saijō, Shikoku, Japão, 29 de Agosto de 1921 – 25 de Outubro de 1944) foi um aviador naval japonês da Marinha Imperial Japonesa durante a Segunda Guerra Mundial. Ficou famoso por liderar o primeiro ataque kamikaze bem-sucedido da Segunda Guerra Mundial.

## Início da vida
Yukio Seki nasceu em 29 de agosto de 1921 em Saijō, uma pequena cidade em Shikoku. Seus pais eram donos de uma loja de antiguidades especializada em utensílios para o cerimonial de chá. Durante o ensino secundário, Seki teve contato com cursos de treinamento naval em sua escola, e planejou seguir carreira na Marinha. Considerando que o pessoal da Marinha era preparado para a possibilidade de morrer em batalha, e visto que Yukio era filho único, sua família adotou uma filha com idade próxima da dele, para continuar a ajudar com as tarefas familiares.
Em 1938 ele se candidatou para matrícula nas Academias de Guerra da Marinha e do Exército. Ele foi aceito em ambas, e optou pela Academia Naval Japonesa em Etajima. Durante o tempo em que serviu, seu pai faleceu e sua mãe fechou a loja de antiguidades da família e passou a viver sozinha. Em 1941, um mês antes do ataque de Pearl Harbor, Seki concluiu sua formação, e foi alocado no couraçado Fusō. Em junho daquele mesmo ano, ele foi promovido a tenente e, logo mais, transferido para o porta-aviões Chitose.
Em 1942, Seki se matriculou na Academia Naval de Voo em Kasumigaura, Ibaraki, e lá treinou como piloto de bombardeiro. Em janeiro de 1944, se tornou instrutor da mesma academia. Em setembro de 1944, foi transferido para Tainan, Taiwan e depois, em outubro do mesmo ano, para o 201° Grupamento Aéreo, nas Filipinas onde, depois que o vice-almirante Takijiro Onishi autorizou a transformação dos ataques suicidas ocasionais dos pilotos de caças em uma campanha estruturada, o primeiro ataque kamikaze foi planejado.

## Ataque kamikaze
Depois da Batalha do Mar das Filipinas, do "Abate de Perus das Marianas" em Junho de 1944 e do massacre da base aérea das forças aéreas do exército e da marinha imperiais em Formosa, em Setembro deste ano os líderes japoneses começaram a considerar o uso de tácticas nascidas de puro desespero que encontrassem base no código bushido da cultura japonesa. Os ataques suicidas não eram nada de novo para os japoneses, contudo a partir de Outubro de 1944 começou a haver tácticas desenhadas deliberadamente com o fim de suicídio.
Como piloto kamikaze o Tenente Seki liderou um dos três grupos de combate no segundo ataque kamikaze oficial da Segunda Guerra Mundial (o primeiro ataque foi uma tentativa mal-sucedida realizada por Yoshiyasu Kuno no dia 21 de Outubro de 1944). A última acção de Seki ocorreu no dia 25 de Outubro de 1944, durante a Batalha de Leyte Gulf. Neste ataque, ele liderou uma unidade de cinco caças Mitsubichi Zero armados com bombas, lançando o seu avião deliberadamente contra o USS St. Lo; em pouco tempo o navio foi completamente incendiado e explosões ocorreram ocasionando a morte de 140 norte-americanos, culminando assim no primeiro ataque kamikaze a afundar um navio inimigo.
Antes do seu acto final, Yukio Seki afirmou em entrevista que cumpria ordens do Império, mas que suas ações deveriam ser entendidas como defesa da honra de sua esposa, e não como acção em prol do Império Japonês. O líder afirmava que acreditava que sua esposa poderia sofrer violências por parte dos norte-americanos, e agia em defesa da sua segurança. A religião oficial do Estado, xintoísta, considerou os kamikazes como guardiões da pátria.